# Magdalena Lindner
Magdalena Lindner (* 14. April 2000 in Tulln an der Donau) ist eine österreichische Leichtathletin, die sich auf den Sprint spezialisiert hat.

## Sportliche Laufbahn
Erste internationale Erfahrungen sammelte Magdalena Lindner bei den 2016 erstmals ausgetragenen Jugendeuropameisterschaften in Tiflis, bei denen sie über 100 und 200 Meter mit 12,34 s bzw. 25,23 s jeweils in der ersten Runde ausschied. 2018 startete sie bei den U20-Weltmeisterschaften in Tampere mit der österreichischen 4-mal-100-Meter-Staffel, verpasste aber dort mit 45,99 s den Einzug ins Finale. Im Jahr darauf schied sie bei den U20-Europameisterschaften in Borås im 100-Meter-Lauf mit 12,30 s im Vorlauf aus und verpasste mit der Staffel mit 45,64 s den Finaleinzug. 2021 erreichte sie bei den Halleneuropameisterschaften in Toruń das Halbfinale im 60-Meter-Lauf, in dem sie mit 7,47 s ausschied. Anfang Juli schied sie bei den U23-Europameisterschaften in Tallinn mit 11,41 s im Semifinale über 100 Meter aus und verpasste mit der Staffel mit 45,48 s den Finaleinzug. Im Jahr darauf belegte sie bei den Balkan-Meisterschaften in Craiova in 11,73 s den vierten Platz über 100 Meter und gewann im 200-Meter-Lauf in 24,11 s die Bronzemedaille hinter der Griechin Rafaela Spanoudaki-Chatziriga und Olivia Fotopoulou aus Zypern. Zudem gewann sie dort mit der Staffel in 44,72 s die Silbermedaille. Im August kam sie bei den Europameisterschaften in München mit 11,58 s nicht über den Vorlauf über 100 Meter hinaus und wurde mit der Staffel in der Vorrunde disqualifiziert. 2023 schied sie bei den Halleneuropameisterschaften in Istanbul mit 7,44 s in der ersten Runde über 60 Meter aus. Im Juni wurde sie bei der 3. Liga der Team-Europameisterschaft im Rahmen der Europaspiele in Chorzów in 11,57 s Erste über 100 Meter und wurde auch in der 4-mal-100-Meter-Staffel in 44,18 s Erste. Anschließend belegte sie bei den Balkan-Meisterschaften in Kraljevo in 11,64 s den fünften Platz über 100 Meter. Im August gewann sie bei den World University Games in Chengdu in 11,44 s die Bronzemedaille hinter der Luxemburgerin Patrizia van der Weken und Viktória Forster aus der Slowakei. Zudem belegte sie in 23,54 s den sechsten Platz im 200-Meter-Lauf. Im Jahr darauf kam sie bei den Hallenweltmeisterschaften in Glasgow mit 7,46 s nicht über die Vorrunde über 60 Meter hinaus. Bei den World Athletics Relays im Mai in Nassau kam sie in der 2. Qualifikationsrunde über 4-mal 100 Meter für die Olympischen Spiele nicht ins Ziel. Anschließend belegte sie bei den Balkan-Meisterschaften in Izmir in 11,57 s den sechsten Platz über 100 Meter und gelangte über 200 Meter mit 24,51 s auf Rang elf. Kurz darauf kam sie bei den Europameisterschaften in Rom mit 11,52 s nicht über den Vorlauf über 100 Meter hinaus und verpasste mit der Staffel mit neuem Landesrekord von 43,84 s den Finaleinzug.
2025 schied sie bei den Halleneuropameisterschaften in Apeldoorn mit 7,33 s in der ersten Runde über 60 Meter aus. Ende Juni wurde sie bei der 2. Liga der Team-Europameisterschaft in Maribor in 11,71 s Fünfte im A-Lauf über 100 Meter und wurde mit der 4-mal-100-Meter-Staffel in 44,16 s Dritte im B-Lauf. Anschließend schied sie bei den World University Games in Bochum mit 11,78 s im Halbfinale über 100 Meter aus, ehe sie bei den Balkan-Meisterschaften in Volos in 11,31 s die Silbermedaille hinter der Griechin Rafaela Spanoudaki-Chatziriga gewann. Zudem wurde sie in 23,43 s Erste im B-Lauf über 200 Meter.
In den Jahren von 2022 bis 2025 wurde Lindner österreichische Staatsmeisterin im 100-Meter-Lauf sowie 2020, 2022 und 2023 in der 4-mal-100-Meter-Staffel und 2025 über 200 Meter. Zudem wurde sie von 2021 bis 2025 Hallenmeisterin im 60-Meter-Lauf und 2023 auch in der 4-mal-200-Meter-Staffel.

## Persönliche Bestleistungen
- 100 Meter: 11,33 s (+1,7 m/s), 9. Juni 2021 in Eisenstadt
  - 60 Meter (Halle): 7,32 s, 17. Februar 2024 in Linz
- 150 Meter: 17,58 s (−0,6 m/s), 11. Mai 2022 in St. Pölten (nationale Bestleistung)
- 200 Meter: 23,43 s (+0,7 m/s), 27. Juli 2025 in Volos
  - 200 Meter (Halle): 23,73 s, 23. Februar 2020 in Linz